# 奧普利根
奧普利根（Oppligen）是瑞士的城鎮，位於該國中西部，由伯恩州負責管轄，面積3.41平方公里，海拔高度560米，2011年人口668，八成人口信奉基督教，人口密度每平方公里196人。